# رسم خرائط الدماغ
رسم خرائط الدماغ أو تخريط الدماغ (بالإنجليزية: Brain mapping)‏ هو مجموعة من تقنيات العلوم العصبية التي تقوم على أساس رسم الخرائط (البيولوجية) الكمية، أو خصائص التمثيل المكاني للدماغ، بما يؤدي لإمكانية رسم الخرائط.
وفقا للتعريف الذي وُضع في عام 2013 من قِبل جمعية رسم الخرائط الدماغية والعلاج ( Society for Brain Mapping and Therapeutics)، فقد تم تحديد رسم خرائط الدماغ على وجه دقيق، فباختصار هو دراسة تشريح ووظيفة الدماغ والحبل الشوكي من خلال استخدام التصوير العصبي، والمناعة الكيميائية، والجينات الجزيئية وعلم الوراثة، والخلايا الجذعية والبيولوجيا الخلوية، والهندسة، والفيزيولوجيا العصبية وتكنولوجيا النانو.